# 田辺 (大阪市)
田辺（たなべ）は、大阪府大阪市東住吉区にある町名。現行行政地名は田辺一丁目から田辺六丁目。

## 地理
東住吉区の北西部に位置し、東に駒川、西に山坂、南の西側に南田辺、東側に東田辺、北に北田辺と接している。

## 歴史

### 沿革
- 1980年（昭和55年）、大阪市東住吉区田辺本町1 - 8丁目・田辺東ノ町1 - 8丁目・田辺西ノ町1 - 8丁目・山坂町1 - 5丁目・駒川町1 - 8丁目の各一部と北田辺町より、田辺2 - 6丁目成立[5]。
- 1981年（昭和56年）、大阪市東住吉区田辺本町4 - 5丁目・田辺西ノ町3 - 5丁目と山坂町1 - 2丁目の一部より、田辺1丁目成立[5]。

## 世帯数と人口
2024年（令和6年）9月30日現在の世帯数と人口は以下の通りである。
| 丁目       | 世帯数    | 人口    |
| ---------- | --------- | ------- |
| 田辺一丁目 | 812世帯   | 1,367人 |
| 田辺二丁目 | 627世帯   | 1,174人 |
| 田辺三丁目 | 860世帯   | 1,603人 |
| 田辺四丁目 | 556世帯   | 1,186人 |
| 田辺五丁目 | 615世帯   | 1,219人 |
| 田辺六丁目 | 614世帯   | 1,244人 |
| 計         | 4,084世帯 | 7,793人 |

### 人口の変遷
国勢調査による人口の推移。
| 1995年（平成7年）  | 8,118人 | [ 6 ]  |  |
| 2000年（平成12年） | 8,356人 | [ 7 ]  |  |
| 2005年（平成17年） | 7,601人 | [ 8 ]  |  |
| 2010年（平成22年） | 7,088人 | [ 9 ]  |  |
| 2015年（平成27年） | 7,097人 | [ 10 ] |  |
| 2020年（令和2年）  | 7,553人 | [ 11 ] |  |

### 世帯数の変遷
国勢調査による世帯数の推移。
| 1995年（平成7年）  | 3,350世帯 | [ 6 ]  |  |
| 2000年（平成12年） | 3,489世帯 | [ 7 ]  |  |
| 2005年（平成17年） | 3,323世帯 | [ 8 ]  |  |
| 2010年（平成22年） | 3,219世帯 | [ 9 ]  |  |
| 2015年（平成27年） | 3,248世帯 | [ 10 ] |  |
| 2020年（令和2年）  | 3,684世帯 | [ 11 ] |  |

## 学区
市立小・中学校に通う場合、学区は以下の通りとなる。なお、小学校・中学校入学時に学校選択制度を導入しており、通学区域以外に東住吉区の小学校・中学校から選択することも可能。
| 丁目       | 番      | 小学校               | 中学校               |
| ---------- | ------- | -------------------- | -------------------- |
| 田辺一丁目 | 1〜3番  | 大阪市立北田辺小学校 | 大阪市立東住吉中学校 |
| 田辺一丁目 | 4〜14番 | 大阪市立田辺小学校   | 大阪市立田辺中学校   |
| 田辺二丁目 | 全域    | 大阪市立田辺小学校   | 大阪市立田辺中学校   |
| 田辺三丁目 | 全域    | 大阪市立田辺小学校   | 大阪市立田辺中学校   |
| 田辺四丁目 | 全域    | 大阪市立田辺小学校   | 大阪市立田辺中学校   |
| 田辺五丁目 | 全域    | 大阪市立田辺小学校   | 大阪市立田辺中学校   |
| 田辺六丁目 | 全域    | 大阪市立田辺小学校   | 大阪市立田辺中学校   |

## 事業所
2021年（令和3年）現在の経済センサス調査による事業所数と従業員数は以下の通りである。
| 丁目       | 事業所数  | 従業員数 |
| ---------- | --------- | -------- |
| 田辺一丁目 | 37事業所  | 241人    |
| 田辺二丁目 | 41事業所  | 309人    |
| 田辺三丁目 | 66事業所  | 370人    |
| 田辺四丁目 | 29事業所  | 327人    |
| 田辺五丁目 | 34事業所  | 194人    |
| 田辺六丁目 | 37事業所  | 359人    |
| 計         | 244事業所 | 1,800人  |

## 交通

### 鉄道
- 大阪市高速電気軌道
  - 谷町線 田辺駅

### 道路
- 大阪府道26号大阪狭山線

## 施設
公共施設
- 東住吉田辺郵便局
- 田辺中公園
- 恩楽寺

教育機関
- 大阪市立田辺小学校

医療機関
- 東和病院

金融機関
- 成協信用組合田辺支店
- 大阪シティ信用金庫南田辺支店

## その他

### 日本郵便
- 〒546-0031[3]（集配局：東住吉郵便局[15]）